# Yasser El Halaby
Pour les articles homonymes, voir Halaby.
Yasser El Halaby, né le 30 septembre 1984 au Caire, est un joueur professionnel de squash représentant l'Égypte. Il atteint en février 2008 la 40e place mondiale sur le circuit international, son meilleur classement.

## Biographie
Yasser El Halaby a grandi au Caire, fréquentant pour la plupart des écoles de langue anglaise. Son père, Faisal, possède une imprimerie et une maison d'édition, et sa mère, Azza, est une ancienne travailleuse sociale. Sa sœur Salma El Halaby est une ancienne joueuse de tennis junior classée au niveau mondial.
Il commence le squash à l'âge de huit ans en jouant avec son père et sa mère. A l'âge de dix ans, son niveau lui permet de disputer des compétitions internationales en Angleterre et il est vainqueur du British Junior Open en moins de 14 ans, puis moins de 15 ans et moins de 17 ans.
Plutôt que se lancer dans une carrière professionnelle, il s'inscrit à l'université de Princeton pour poursuivre ses études en philosophie. A l'université, il continue à pratiquer le squash et il est distingué comme athlète de la décennie.
Son dernier tournoi est le tournoi des champions en 2010 alors qu'il travaille déjà dans le secteur bancaire.